# Jan Valtin
Jan Valtin é o pseudônimo de Richard Julius Hermann Krebs (Mainz, 17 de dezembro de 1905 — Condado de Kent, 1 de janeiro de 1951) foi um escritor alemão que escreveu entre as décadas de 1930 e de 1940. Escreveu suas obras Do Fundo da Noite, Crianças de Ontem e Flor de Inverno nos Estados Unidos da América, onde se radicou definitivamente a partir de 1938.

## Infância e Juventude
Participou ativamente do movimento comunista alemão, desde quando seu pai se envolveu no motim naval que anunciava a Revolução Alemã de 1918-1919.[carece de fontes?]
Em 1923 participou da fracassada insurgência comunista em Hamburgo.[carece de fontes?] Algum tempo depois disso ele se juntou ao Partido Comunista Alemão, mas acabou expulso. No entanto, tornou-se parte integrante do aparato da GPU em 1926 (ano em que tentou estabelecer-se nos EUA) e serviu ao Kremlin  pelos próximos onze anos até 1937 - quando ele não apenas rompeu com Stalin, mas também com o movimento comunista.

## Migração para os Estados Unidos da América
Sua primeira tentativa de estabelecer-se nos EUA, em 1926, resultou em fracasso. Entrou ilegalmente no país como passageiro clandestino e foi morar na Califórnia onde trabalhou como marinheiro da marinha Mercante. Durante uma briga, tentou assassinar um colega marinheiro e foi deportado para a Alemanha após cumprir uma sentença de três anos e dois meses na Penitenciária Estadual de San Quentin.
Em 1938 retornou aos Estados Unidos onde se estabeleceu sob o pseudônimo Jan Valtin e publicou publicou uma controversa suposta  autobiografia que fez muito sucesso - Do Fundo da Noite.